# Aleksejs Burunovs
Aleksejs Burunovs (ros. Алексей Васильевич Бурунов, Aleksiej Wasiljewicz Burunow; ur. 1950) – łotewski urzędnik samorządowy i polityk rosyjskiego pochodzenia, działacz Dyneburskiej Partii Miejskiej, były poseł na Sejm Republiki Łotewskiej. 

## Życiorys
Ukończył szkołę średnią w Iłukszcie, następnie zaś studiował biologię i chemię w Dyneburskim Instytucie Pedagogicznym, uzyskując uprawnienia do nauczania w szkolnictwie (1976). W 2004 został magistrem administracji państwowej. 
Po uzyskaniu przez Łotwę niepodległości zatrudniony m.in. jako dyrektor Wydziału Mieszkaniowego w Urzędzie Miejskim w Dyneburgu. W 1997 uzyskał mandat radnego miejskiego z listy Łotewskiej Socjaldemokratycznej Partii Robotniczej. Wybrano go wiceprzewodniczącym rady miejskiej (zastępcą burmistrza). Bez powodzenia ubiegał się o reelekcję do rady ze wspólnej listy Łotewskiej Drogi i Dyneburskiej Partii Miejskiej (DPP) w wyborach w 2001. Obecnie nadal zaangażowany w działalność polityczną o charakterze regionalnym, jest członkiem zarządu DPP. W wyborach w 2010 został wybrany posłem z rekomendacji DPP, startując z łatgalskiej listy Centrum Zgody. W wyborach w 2011 nie uzyskał reelekcji do Sejmu. 
Pełni funkcję dyrektora w Uniwersytecie Dyneburskim (DU).